# Governo Ponta II
Il governo Ponta II è stato il sedicesimo esecutivo della Repubblica di Romania dopo la rivoluzione romena del 1989, il primo della VII legislatura.

## Cronologia del mandato

### Incarico
Le Elezioni parlamentari in Romania celebrate nel dicembre 2012 videro il trionfo della coalizione dell'Unione Social-Liberale, che conquistò ben 2/3 dei seggi in parlamento. Si trattava di un'ampia alleanza che riuniva tanto il centro-sinistra del Partito Social Democratico (PSD) quanto il centro-destra del Partito Nazionale Liberale (PNL), con entrambi i fronti collegati dalla comune opposizione alle politiche promosse dal presidente della repubblica Traian Băsescu e che, nei mesi precedenti, avevano portato a crisi costituzionali ed istituzionali, che ebbero il proprio apice nel referendum del 2012, organizzato per destituire il presidente dal proprio incarico, ma senza ottenere risultati.
Visti gli eventi precedenti e le reciproche diffidenze tra il leader della coalizione Victor Ponta e il presidente, la nomina del nuovo governo fu preceduta, il 12 dicembre, dalla firma di un "codice di condotta generale", volto ad evitare ulteriori conflitti tra i poteri e definire quali attribuzioni spettassero al premier e al presidente. L'accordo fu siglato da Ponta e Băsescu alla presenza del segretario generale del PSD Liviu Dragnea e del presidente del PNL Crin Antonescu.
Il primo ministro uscente Victor Ponta (PSD) fu l'unico nome proposto dall'USL per la formazione del nuovo esecutivo. Il 19 dicembre Ponta presentò la lista della nuova squadra di governo, che prevedeva 20 ministeri, 6 ministri con delega e attribuiva il ruolo di vice primo ministro a Liviu Dragnea, Gabriel Oprea e Daniel Chițoiu. Il governo fu sottoposto al voto di investitura da parte del parlamento il 21 dicembre, ottenendo 402 voti a favore e 120 voti contrari e prestò giuramento al presidente della repubblica Băsescu nella stessa giornata.

### Aspetti controversi

#### Ministri dimissionari e inchieste giudiziarie
Il 27 marzo 2013 il ministro della giustizia Mona Pivniceru presentò le proprie dimissioni, al fine di rivestire il nuovo ruolo di giudice della corte costituzionale della Romania, trasferimento per il quale il parlamento si era già espresso favorevolmente. Fu sostituito da Robert Cazanciuc, già procuratore presso l'Alta corte di cassazione e giustizia, che entrò in funzione il 15 aprile. Tra le dimissioni di Pivniceru e la nomina di Cazanciuc, la conduzione del ministero fu assunta ad interim dal premier Ponta che, in tale veste, procedette alla nomina di Laura Codruța Kövesi a capo della Direzione nazionale anticorruzione (DNA), malgrado le dure obiezioni espresse dal PNL, che la considerava un alleato del presidente Băsescu.
Il 12 luglio 2013, a 7 mesi dall'insediamento del governo, il ministro dei trasporti Relu Fenechiu (PNL) fu condannato in primo grado dall'alta corte di giustizia a 5 anni di reclusione e all'interdizione dai pubblici uffici con le accuse di corruzione e complicità in abuso di servizio nell'ambito dell'inchiesta Transformatorul. Secondo i giudici Fenechiu, tramite società collegate alla sua persona, nel periodo 2002-2005 avrebbe rivenduto come nuovi dei trasformatori usati e altri materiali di seconda mano alla società elettrica SISEE Electrica Moldova, con la complicità dei gestori della compagnia. Lo scandalo sollevato dal verdetto lo costrinse alle dimissioni. Nel mese di agosto 2013, dopo aver valutato anche la candidatura di Nini Sapunaru (PNL), Ponta indicò l'europarlamentare del PNL Ramona Mănescu come nuovo ministro dei trasporti.
Un nuovo scandalo giudiziario colpì un ministro PNL nell'autunno del 2013. Il 2 settembre l'agenzia investigativa governativa DIICOT inviò al senato la richiesta di autorizzazione a procedere penalmente contro il senatore e ministro dell'economia Varujan Vosganian, accusato di associazione a delinquere e danneggiamento dell'economia nazionale.  L'inchiesta coinvolgeva anche l'ex ministro dell'economia Adriean Videanu (2008-2010). I procuratori stabilirono che nel periodo 2006-2008, in qualità di allora ministro dell'economia, Vosganian aveva utilizzato la Romgaz, società pubblica di interesse strategico nazionale, per favorire gli interessi privati della società Interagro SA dell'imprenditore Ioan Nicolae, concedendo sostanziosi sconti per la fornitura di gas naturale che avevano permesso all'azienda di rivestire una posizione di monopolio, scavalcando le disposizioni di legge e ignorando la posizione debitoria della società nei confronti dello stato. Il 7 ottobre il senato votò contro la richiesta della DIICOT, permettendo a Vosganian di mantenere l'immunità parlamentare ma, su indicazione di Ponta, il ministro preferì abbandonare comunque l'incarico. Il 17 ottobre il capogruppo del PNL alla camera Andrei Gerea fu nominato nuovo ministro dell'economia.
In una dichiarazione alla stampa dell'8 dicembre 2013 il ministro della cultura Daniel Barbu (PNL) affermò che riteneva sovrastimate le risorse destinate alla prevenzione dell'HIV/AIDS, in quanto queste erano equivalenti alla metà dell'intero budget annuale a disposizione del suo ministero. La dichiarazione destò scalpore e attrasse le critiche dell'opinione pubblica. Il consiglio nazionale contro le discriminazioni (CNCD) richiese una sanzione contro Barbu, mentre il segretario del PNL Crin Antonescu, vista la gravità delle affermazioni, riferì di aspettarsi le dimissioni del ministro. Barbu rimise il mandato il 12 dicembre, mentre il suo successore Gigel Știrbu, prete ortodosso già deputato PNL, fu nominato il 13 dicembre.
Il 20 gennaio 2014 sui Monti Apuseni si verificò un incidente aereo che causò la morte di due persone e che scosse profondamente l'opinione pubblica nazionale. Il velivolo trasportava un'équipe medica da Bucarest ad Oradea nel nord-ovest del paese, dove avrebbe dovuto effettuare un'operazione di traspianto di organi. Le operazioni di soccorso, caratterizzate da profondi ritardi, si protrassero per ore ed evidenziarono gravi carenze nella gestione delle situazioni di urgenza. Il leader del Partito Democratico Liberale (PD-L) Cătălin Predoiu, rappresentante dell'opposizione, considerò responsabili il ministro degli interni Radu Stroe, per non aver istituito un'unità di crisi, e il ministro dei trasporti Ramona Mănescu, per non aver attivato le operazioni di ricerca e salvataggio previste dalla legge nel caso di disastri aerei. In seguito all'incidente, Stroe riferì alla stampa che il suo unico rimpianto al riguardo era quello che la tragedia fosse avvenuta durante il suo mandato. Le dichiarazioni del ministro furono eclatanti tanto per l'opinione pubblica, quanto per il segretario del PNL Crin Antonescu, che definì «catastrofico» lo stile comunicativo di Stroe. Antonescu, insoddisfatto della gestione della situazione da parte dei ministeri dell'interno e dei trasporti, ribadì che il partito avrebbe preso misure politiche radicali. Perso l'appoggio politico del partito, il 23 gennaio 2014 Stroe fu costretto alle dimissioni, mentre la conduzione del ministero fu assunta ad interim da Gabriel Oprea.

### Rottura della coalizione di governo

#### Proposta di rimpasto dei ministri del PNL
Nei primi mesi del 2014, per volere di Antonescu, il PNL iniziò una riorganizzazione interna che coinvolse direttamente i ministri del gabinetto dell'esecutivo. Il 6 febbraio il ministro delle finanze e vice primo ministro Daniel Chițoiu diede le proprie dimissioni, per dedicarsi alla segreteria generale del partito, sostituendo nel ruolo Eduard Hellvig, che si sarebbe occupato della campagna elettorale in vista delle elezioni presidenziali del novembre 2014. Alcuni osservatori fecero notare che determinati ministri del PNL (come Stroe e Chițoiu) fossero personalmente più vicini alle idee del premier Ponta che alle strategie e alle indicazioni del partito. Questi sostenevano che Chițoiu avesse elaborato direttamente con Ponta un progetto di legge di cui le alte sfere del PNL erano all'oscuro, elemento che aveva attirato i sospetti di Antonescu e del vicesegretario Klaus Iohannis, che avevano deciso di ritirare i ministri "infedeli". Nella giornata del 6 febbraio, dopo un incontro con Antonescu, diede le dimissioni anche il ministro dell'economia Andrei Gerea.
Intenzionato a rafforzare il ruolo del partito in seno all'esecutivo, Antonescu presentò un piano di rimpasto al premier Ponta in un incontro svoltosi l'11 febbraio. Il PNL propose le nomine di:
- Klaus Iohannis agli interni con in più il ruolo di vice primo ministro (in sostituzione del dimissionario Radu Stroe. Dal 23 gennaio il ministero era guidato ad interim da Gabriel Oprea)
- Eugen Nicolăescu alle finanze (in sostituzione del dimissionario Daniel Chițoiu)
- Teodor Atanasiu all'economia (in sostituzione del dimissionario Andrei Gerea)
- Cristian Buşoi alla salute (in sostituzione di Eugen Nicolăescu proposto per le finanze)

Ponta, tuttavia, propose una diversa riorganizzazione che prevedeva di garantire un vice primo ministro ad ogni gruppo politico facente parte del governo (PSD, PNL, UNPR, PC).

#### Ritiro del PNL dal governo

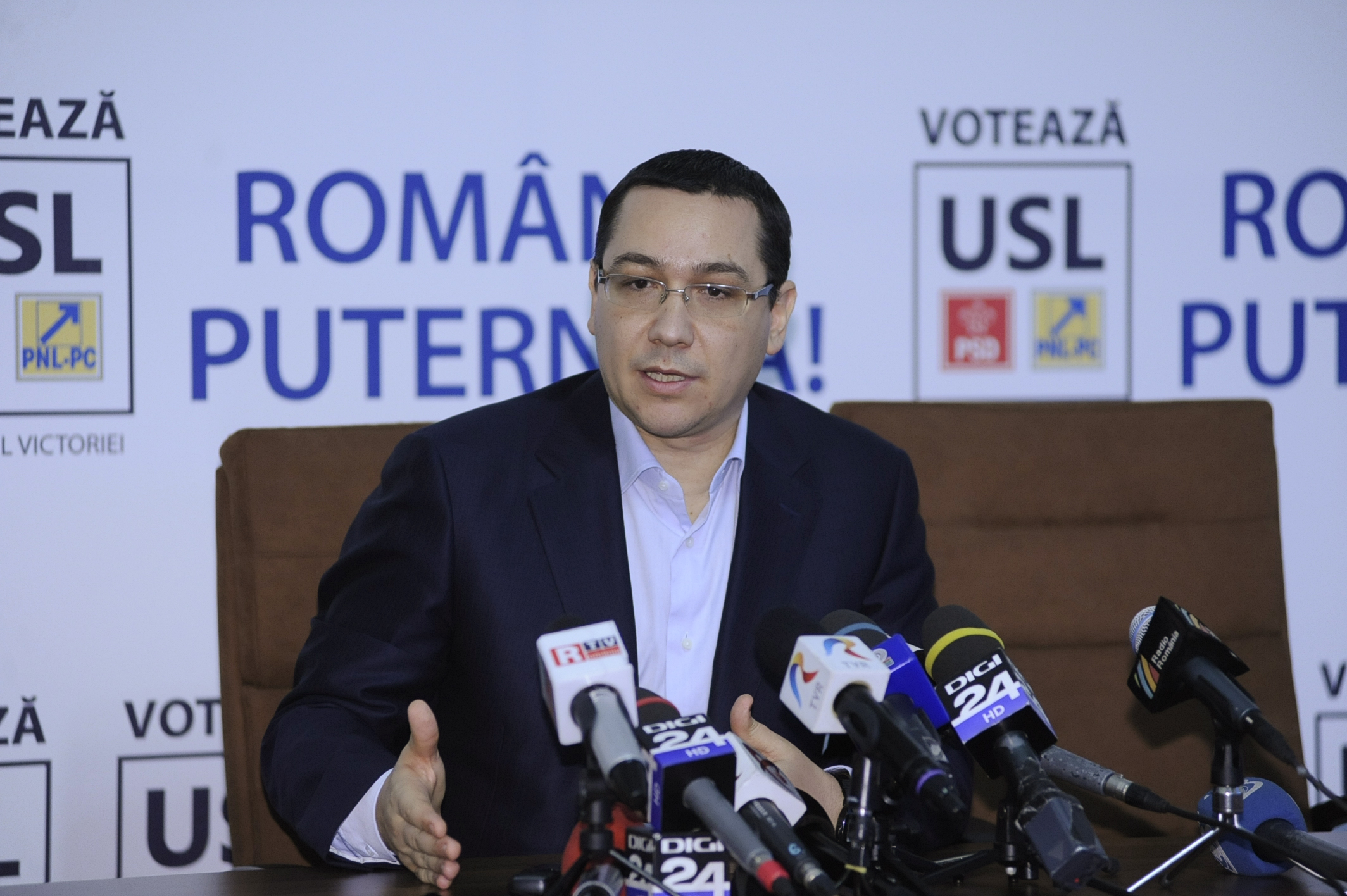
Victor Ponta in conferenza stampa presso la sede dell'USL l'11 febbraio 2014

La soluzione non piacque al PNL, che riteneva sovrastimato il ruolo del Partito Conservatore (PC) in seno alla coalizione. Iohannis e Antonescu confermarono pubblicamente l'esistenza di una crisi di governo, acuita dalla nascita di una coalizione alternativa alla USL. Il 10 febbraio, in vista delle elezioni per il parlamento europeo del maggio 2014, infatti, il PSD aveva stretto con Unione Nazionale per il Progresso della Romania (UNPR) e PC un protocollo di intesa elettorale (chiamata Unione Social Democratica (USD)), che escludeva il PNL. Ponta e Antonescu si accusarono reciprocamente di voler rompere la coalizione USL. Antonescu invocò le dimissioni del primo ministro nel caso in cui si fosse giunti ad una rottura, poiché doveva il suo mandato alla USL, mentre Ponta accusò il segretario del PNL di preparare il terreno per una sua personale candidatura alle elezioni presidenziali in Romania del 2014 in programma nel mese di novembre. Senza trovare alcun accordo, il 25 febbraio 2014 Antonescu annunciò il ritiro di tutti i ministri del PNL dal governo e la fine dell'alleanza con il PSD. Il 26 febbraio il premier indicò i ministri ad interim per coprire i posti vacanti.
Perso l'appoggio del PNL, il 5 marzo Ponta strinse un accordo con l'Unione Democratica Magiara di Romania (UDMR) grazie al quale diede inizio al governo Ponta III.

## Appoggio parlamentare e composizione
Il governo Ponta II fu sostenuto dall'Unione Social-Liberale (USL), coalizione eterogenea e trasversale composta da due partiti principali, cioè il Partito Social Democratico (PSD) del premier Victor Ponta (centro-sinistra) e il Partito Nazionale Liberale (PNL) di Crin Antonescu (centro-destra), e due partiti minori, cioè l'Unione Nazionale per il Progresso della Romania (UNPR) di Gabriel Oprea (centro-sinistra) e il Partito Conservatore (PC) di Daniel Constantin (centro-destra). Sotto il profilo ideologico, data la varietà di tendenze, l'alleanza USL fu definita da alcuni osservatori «mostruosa coalizione».
Si trattò della stessa maggioranza che sostenne anche il governo Ponta I (maggio-dicembre 2012), con l'aggiunta dell'UNPR, che si avvicinò all'USL solo nell'agosto 2012, dopo aver concorso indipendentemente alle elezioni amministrative del giugno 2012.
Insieme la maggioranza disponeva di 273 deputati su 412 (pari al 66,3% dei seggi alla camera dei deputati della Romania) e di 122 senatori su 176 (pari al 69,3% dei seggi al senato della Romania).
| Carica                                                                                             | Titolare                                                | Titolare                                                   | Partito      |
| -------------------------------------------------------------------------------------------------- | ------------------------------------------------------- | ---------------------------------------------------------- | ------------ |
| Primo ministro                                                                                     |                                                         | Victor Ponta                                               | PSD          |
| Vice Primo ministro; Ministro dello sviluppo regionale e della pubblica amministrazione            |                                                         | Liviu Dragnea                                              | PSD          |
| Vice Primo ministro; Ministro delle finanze pubbliche                                              |                                                         | Daniel Chițoiu (fino al 19 febbraio 2014)                  | PNL          |
| Vice Primo ministro; Ministro delle finanze pubbliche                                              |                                                         | Victor Ponta (ad interim; dal 19 febbraio 2014)            | PSD          |
| Vice Primo ministro                                                                                |                                                         | Gabriel Oprea                                              | UNPR         |
| Ministro dell'agricoltura e dello sviluppo rurale                                                  |                                                         | Daniel Constantin                                          | PC           |
| Ministro degli affari esteri                                                                       |                                                         | Titus Corlățean                                            | PSD          |
| Ministro degli affari interni                                                                      |                                                         | Radu Stroe (fino al 23 gennaio 2014)                       | PNL          |
| Ministro degli affari interni                                                                      |                                                         | Gabriel Oprea (ad interim; dal 23 gennaio 2014)            | UNPR         |
| Ministro della difesa nazionale                                                                    |                                                         | Mircea Dușa                                                | PSD          |
| Ministro della giustizia                                                                           |                                                         | Mona Pivniceru (fino al 28 marzo 2013)                     | Indipendente |
| Ministro della giustizia                                                                           |                                                         | Victor Ponta (ad interim; dal 28 marzo al 15 aprile 2013)  | PSD          |
| Ministro della giustizia                                                                           |                                                         | Robert Cazanciuc (dal 15 aprile 2013)                      | Indipendente |
| Ministero dell'ambiente e dei cambiamenti climatici                                                |                                                         | Rovana Plumb                                               | PSD          |
| Ministro dell'economia                                                                             |                                                         | Varujan Vosganian (fino al 7 ottobre 2013)                 | PNL          |
| Ministro dell'economia                                                                             | Daniel Chițoiu (ad interim; dal 7 al 17 ottobre 2013)   |                                                            | PNL          |
| Ministro dell'economia                                                                             | Andrei Gerea (dal 17 ottobre 2013 al 19 febbraio 2014)  |                                                            | PNL          |
| Ministro dell'economia                                                                             |                                                         | Constantin Niță (ad interim; dal 19 febbraio 2014)         | PSD          |
| Ministero per la società dell'informazione                                                         |                                                         | Dan Nica                                                   | PSD          |
| Ministro della salute                                                                              |                                                         | Eugen Nicolăescu (fino al 26 febbraio 2014)                | PNL          |
| Ministro della salute                                                                              |                                                         | Nicolae Bănicioiu (ad interim; dal 26 febbraio 2014)       | PSD          |
| Ministro dell'educazione nazionale                                                                 |                                                         | Remus Pricopie                                             | PSD          |
| Ministero del lavoro, della famiglia, della protezione sociale e degli anziani                     |                                                         | Mariana Câmpeanu (fino al 26 febbraio 2014)                | PNL          |
| Ministero del lavoro, della famiglia, della protezione sociale e degli anziani                     |                                                         | Doina Pană (ad interim; dal 26 febbraio 2014)              | PSD          |
| Ministro dei fondi europei                                                                         |                                                         | Eugen Teodorovici                                          | PSD          |
| Ministro dei trasporti                                                                             |                                                         | Relu Fenechiu (fino al 12 luglio 2013)                     | PNL          |
| Ministro dei trasporti                                                                             |                                                         | Victor Ponta (ad interim; dal 15 luglio al 26 agosto 2013) | PSD          |
| Ministro dei trasporti                                                                             |                                                         | Ramona Mănescu (dal 26 agosto 2013 al 26 febbraio 2014)    | PNL          |
| Ministro dei trasporti                                                                             |                                                         | Dan Șova (ad interim; dal 26 febbraio 2014)                | PSD          |
| Ministro della cultura                                                                             |                                                         | Daniel Barbu (fino al 12 dicembre 2013)                    | PNL          |
| Ministro della cultura                                                                             | Gigel Știrbu (dal 12 dicembre 2013 al 26 febbraio 2014) |                                                            | PNL          |
| Ministro della cultura                                                                             |                                                         | Mihnea Costoiu (ad interim; dal 26 febbraio 2014)          | PSD          |
| Ministro della gioventù e dello sport                                                              |                                                         | Nicolae Bănicioiu                                          | PSD          |
| Ministro con delega al bilancio                                                                    |                                                         | Liviu Voinea                                               | PSD          |
| Ministro con delega ai rapporti con il parlamento                                                  |                                                         | Mihai Voicu (fino al 26 febbraio 2014)                     | PNL          |
| Ministro con delega ai rapporti con il parlamento                                                  |                                                         | Robert Cazanciuc (ad interim; dal 26 febbraio 2014)        | Indipendente |
| Ministro con delega alle acque, alle foreste e alla piscicoltura                                   |                                                         | Lucia Varga (fino al 26 febbraio 2014)                     | PNL          |
| Ministro con delega alle acque, alle foreste e alla piscicoltura                                   |                                                         | Rovana Plumb (ad interim; dal 26 febbraio 2014)            | PSD          |
| Ministro con delega ai romeni nel mondo                                                            |                                                         | Cristian David (fino al 26 febbraio 2014)                  | PNL          |
| Ministro con delega ai romeni nel mondo                                                            |                                                         | Titus Corlățean (ad interim; dal 26 febbraio 2014)         | PSD          |
| Ministro con delega alla piccola e media impresa, al contesto imprenditoriale e al turismo         |                                                         | Maria Grapini                                              | PC           |
| Ministro con delega al dialogo sociale                                                             |                                                         | Doina Pană                                                 | PSD          |
| Ministro con delega all'energia                                                                    |                                                         | Constantin Niță                                            | PSD          |
| Ministro con delega all'istruzione superiore, alla ricerca scientifica e allo sviluppo tecnologico |                                                         | Mihnea Costoiu                                             | PSD          |
| Ministro con delega ai progetti di infrastrutture d'interesse nazionale e agli investimenti esteri |                                                         | Dan Șova                                                   | PSD          |